# أيمن العالول
أيمن العالول (وُلد في 20 ديسمبر 1971 في حي الرمال، غزة –) صحفي فلسطيني ورئيس تحرير وكالة العرب الآن، ويعمل صحفيًا لقناة الغد في قطاع غزة. يُثير العالول الجدل بشكل متكرر عبر حسابه على منصة الفيس بوك بانتقاده الحكومة الفلسطينية في غزة بسبب تردي الأوضاع المعيشية في قطاع غزة

## قصة دلو الركام
في عام 2014 شنت اسرائيل حرباً على قطاع غزة، كان في ذلك الوقت قد انتشر حول العالم تحدي دلو الثلج ليقوم الصحفي أيمن العالول بعمل تحدي دلو الركام الذي يشبه تحدي دلو الثلج بهدف لفت الانتباه إلى الوضع الإنساني بعد الحرب
ذاع سيط الصحفي أيمن العالول حينها لتتناول الصحافة العالمية هذا الموضوع وتتحدث عنه 

## الاعتقال
في الفترة الممتدة من 3- 12 يناير 2016، اعتقلت أجهزة أمن حماس الصحفي أيمن العالول لانتقاده الوضع المأساوي الراهن في قطاع غزة على منصه التواصل الاجتماعي «فيسبوك». أدانت جهات حقوقية كثيرة إعتقال العالول منها المركز الفلسطيني لحقوق الإنسان.